# Llac Skadar
El llac Skadar és el llac més gran de la part sud del continent europeu i actua com a frontera natural entre Albània i Montenegro. El seu nom deriva de la ciutat albanesa de Shkodër, propera al llac. Durant l'edat mitjana es van fundar diversos monestirs a la regió, on monjos copiaven manuscrits que després es difonien per tota la regió. Les seves ruïnes són un atractiu turístic que se suma als recursos del paisatge.

## Característiques
Amb una superfície que fluctua entre els 370 i els 530 km² (la diferència s'observa a la riba nord i és deguda als canvis de nivells en les aigües subterrànies), és el llac més ampli dels Balcans. Ocupa una depressió càrstica i per això té poca fondària (44 m). La part del sud conté més badies i entrants que la septentrional, amb un relleu menys abrupte. Inclou diverses illes de poca extensió, essent les més rellevants Beška i Grmožur (on es va construir una presó).
El riu Morača és el seu principal afluent, que combina les seves aigües amb les resurgències del fons del llac. Desaigua al riu Buna i posteriorment al Riu Drin, que acaba finalment a la mar Adriàtica a uns 12 km del llac. La zona que envolta el llac ha estat declarada parc natural, els arbres més abundants del qual són els castanyers. El clima és mediterrani, amb estius calorosos i secs.
Es calcula que el llac es va formar fa més d'un milió d'anys, pels plecs de les plaques tectòniques de la regió montenegrina durant el Cenozoic. El mar va inundar la zona fins a Podgorica però posteriorment es va enretirar durant el Pliocè, deixant el llac aïllat.
El llac conté una àmplia biodiversitat, especialment d'ocells, amb més de 270 espècies diferents localitzades. Els pelicans europeus són una de les més preuades, així com altres aus migratòries que s'aturen al llac en el seu viatge anual. A les seves aigües viuen 34 tipus de peixos, 7 dels quals són endèmics del llac. Ocupa un lloc especial en l'estudi de l'evolució dels Bithynia, un tipus de cargols aquàtics, animals molts comuns al llac (amb un 31 % d'endèmics). Conté més de 900 tipus d'algues diferents i 17 espècies d'amfípodes, que viuen sota el sòl (10 % dels quals d'endèmics). Hi ha 21 espècies que viuen a l'ecosistema del llac que estan protegides a la Llista Vermella de la UICN, especialment amenaçades per la creixent eutrofització de les seves aigües.